# Drymarchon caudomaculatus
Drymarchon caudomaculatus (індигова змія плямистохвоста) — вид неотруйних змій родини вужеві (Colubridae).

## Поширення
Цей вид є ендеміком Венесуели, зустрічається у штаті Фалькон. Більшість зразків були знайдені протягом 45 км на схід і південний схід від міста Санта-Ана-де-Коро і цей вид вважається ендемічним для цієї області.

## Опис
Змія сягає 145 см завдовжки. Має тіло коричневого забарвлення. У задній частині та на хвості присутні білі плями.

## Охорона
Для існуванню виду немає великих загроз. Змія відома у трьох національних парках: Меданос де Коро, Сьєрра-де-Сан-Луїс, Куева-де-ла-Куебрада дель Торо. Зустрічається і на територіях видозмінених людиною.